# Funston
Funston es un pueblo ubicado en el condado de Colquitt en el estado estadounidense de Georgia. En el censo de 2000, su población era de 426.

## Demografía
En el 2000 la renta per cápita promedia del hogar era de $25,625, y el ingreso promedio para una familia era de $27,188. El ingreso per cápita para la localidad era de $12,473. Los hombres tenían un ingreso per cápita de $22,266 contra $17,656 para las mujeres.

## Geografía
Funston se encuentra ubicado en las coordenadas 31°11′55″N 83°52′23″O / 31.19861, -83.87306 (31.198593, -83.873051).
Según la Oficina del Censo, la localidad tiene un área total de 3 km² (1,2 mi²), de la cual 3 km² (1,2 mi²) es tierra y 0 km² (0 mi²) (0.00%) es agua.